# Carlos Javier Echarri Cánovas
Carlos Javier Echarri Cánovas (Ciudad de México, 23 de marzo de 1964 - Ibídem, 10 de julio de 2019) fue un actuario, demógrafo, especialista en salud reproductiva, investigador y académico mexicano de El Colegio de México. 
Fue presidente de la Sociedad Mexicana de Demografía en el periodo 2015-2017, y secretario general del Consejo Nacional de Población (Conapo) de 2018 hasta su fallecimiento en 2019.

## Estudios
Echarri fue actuario por la Facultad de Ciencias de la Universidad Nacional Autónoma de México (UNAM) (1984), de donde se tituló con la tesis Diferenciales de migración por entidades y sexo en el periodo 1970-1980, para la República Mexicana  posteriormente cursó estudios de maestría en Demografía por El Colegio de México (1989) con la tesis Encuesta Nacional sobre Fecundidad y Salud 1987 : una evaluación de la calidad de la información. Contaba con estudios de Doctor en Demografía por la Universidad Católica de Lovaina, Bélgica (1994).

## Docencia y académico
Fue profesor investigador del Centro de Estudios Demográficos, Urbanos y Ambientales (CEDUA) en El Colegio de México. Fue vicepresidente de la Sociedad Mexicana de Demografía. Coordinador del Programa Salud Reproductiva y Sociedad en El Colegio de México. Coordinador del Cuerpo Académico Reproducción de la Población y Salud, PROMEP. Miembro del Comité Científico Asesor del Diagnóstico Nacional sobre violencia contra las mujeres CRIM-UNAM/CONAVIM. Vocal del Comité de Prevención, del Consejo Nacional para la Prevención y Control del SIDA, CONASIDA. Ha sido Coordinador Académico de la Maestría en Demografía y del Doctorado en Estudios de Población; Vocal Académico y Coordinador del Comité de Monitoreo y Evaluación del CONASIDA; miembro del Consejo Asesor y de la Junta de Profesores de la Maestría "Género, Procesos Políticos y Transformaciones Culturales", Programa Interdisciplinario de Estudios de la Mujer, El Colegio de México, A. C.; Miembro de la Comisión de Evaluación del Departamento de Estudios de Población, El Colegio de la Frontera Norte; Responsable por El Colegio de México ante el Grupo de Intercambio Académico en Salud Reproductiva GIASAR; Miembro del Jurado Calificador para otorgar el Premio Nacional de Demografía 2000 y 2014, Consejo Nacional de Población; Evaluador de programas en CONACYT.
Sus líneas de investigación eran:
- Violencia contra las mujeres
- Estructura familiar y salud materno infantil en México
- Salud reproductiva
- Transiciones a la vida adulta[6]

## Reconocimientos y distinciones
- Nombramiento Investigador Nacional Nivel II por el Sistema Nacional de Investigadores.

```
Nombramiento 
Investigador Nacional Nivel III
 por el Sistema Nacional de Investigadores.
```

## Obras publicadas
- Violencia Feminicida en México: Características, tendencias y nuevas expresiones en las entidades federativas. 1985-2010. México D.F.: Cámara de Diputados, ONU Mujeres e Inmujeres, 2012. 207p.
- Panorama estadístico de la violencia en México, México, D.F.: Secretaría de Seguridad Pública, Centro de Investigación y Estudios sobre Seguridad y El Colegio de México, 2012. 315p.
- Feminicidio en México. Aproximación, tendencias y cambios: 1985-2009. Distrito Federal. ONU Mujeres, Cámara de Diputados, Inmujeres y El Colegio de México, 2011. 104 p. ISBN 978-1-936291-65-6.
- Hijo de mi hija... Estructura familiar y salud materno infantil. México, D.F.: El Colegio de México-Centro de Estudios Demográficos y de Desarrollo Urbano, 2003. 417 p. ISBN 968-12-0143-4.
- Salud Reproductiva y sociedad. Resultados de investigación. México, D.F.: El Colegio de México, 2000. 403 p. Co-coordinador(es): Claudio Stern. ISBN 968-12-0964-8.
- Encuesta Nacional sobre Violencia contra las Mujeres 2003, Cuernavaca, Instituto Nacional de Salud Pública, 2003. pp. 132, Gustavo Olaiz (Coordinador), Co-colaboradoras: Blanca Rico, Aurora del Río.[7]